# АЕЦ „Брунсбютел“
АЕЦ „Брунсбютел“ (на немски: Kernkraftwerk Brunsbüttel) е временно изведена от експлоатация атомна електроцентрала, разположена край град Брунсбютел и в непосредствена близост до устието на река Елба на територията на провинция Шлезвиг-Холщайн, Германия. Разполага с един енергоблок с кипящ ядрен реактор. Строежът ѝ започва през 1970 г. и продължава до 1976 г. Въведена е в експлоатация на 9 февруари 1977 г. От 2002 г. мажоритарен собственик е шведският енергиен концерн „Ватенфал“ (Vattenfall).
На територията на АЕЦ „Брунсбютел“ е изградено временно хранилище за отработено ядрено гориво с капацитет до 450 тона.

## Аварии в АЕЦ „Брунсбютел“
- април 1978: Изпускане на 2 тона радиоактивна пара в машинното отделение поради техническа неизправност. Аварията е докладвана от анонимен източник на ДПА чак на втория ден. Централата е спряна в продължение на няколко седмици.
- 14 декември 2001: Спукване на тръба, водеща до реактора, след експлозия на газ. Загубата на охладител за реактора е предотвратена след затваряне на неповредена клапа. Операторът на централата описва аварията като „спонтанен теч“. Реакторът е спрян едва след няколко седмици работа на пълна мощност. Причината за експлозията е газ, продукт на радиолиза в кипящия реактор. Опасността от натрупване на този газ в тръбите е била пропусната при оценката на риска. Централата е пусната отново през февруари 2003.
- 28 юни 2007: Планов ремонт на трансформатор предизвиква късо съединение в 380-киловолтова разпределителна мрежа в непосредствена близост до централата. Електроснабдяването на централата е изключено и прехвърлено към резервните мощности. Реакторът и турбините са спрени успешно. В същия ден се случва и авария в АЕЦ „Крюмел“, управляване от същия оператор и намираща се на около 100 км нагоре по течението на Елба. При повторния пуск на реактора на 1 юли два пъти се блокира системата за пречистване на водата в реактора. Според оператора това се дължи на грешки на персонала и аварията е класифицирана на ниво 0 по международната скала. След запитване от страна на регулаторните органи на провинция Шлезвиг-Холщайн до оператора „Ватенфал“ излизат наяве много пропуски в мерките за безопасност. Централата е окончателно спряна на 27 юли 2007 г.[1]